# Emanuel Feuermann
Pour les articles homonymes, voir Feuermann.
Emanuel Feuermann (né le 22 novembre 1902 à Kolomyia (aujourd'hui en Ukraine) - mort le 25 mai 1942 à New York des suites d'une opération chirurgicale) est un violoncelliste autrichien. Très précoce, il est considéré comme le virtuose le plus phénoménal de son temps et comparé, pour la perfection technique et l'audace dans l'interprétation, à son fréquent partenaire de musique de chambre, Jascha Heifetz.
Le compositeur français, Jean-Louis Agobet compose en 2004 une œuvre pour violoncelle et orchestre "Feuermann" pour l'instrument d'Emanuel Feuermann joué par Steven Isserlis.

## Biographie
En janvier 1934, il enregistre avec Paul Hindemith le scherzo (Schnelle Achtel) du duo pour alto et violoncelle. 